# Sonate K. 436
La sonate K. 436 (F.382/L.109) en ré majeur est une œuvre pour clavier du compositeur italien Domenico Scarlatti.

## Présentation
La sonate K. 436 en ré majeur est notée Allegro. Elle est la dernière partie d'un triptyque avec les sonates qui précèdent, où Scarlatti associe des pièces qui ont un caractère orchestral. La K. 436 est frémissante d'accents de mandolines et de castagnettes.

## Manuscrits
Le manuscrit principal est le numéro 19 du volume X (Ms. 9781) de Venise (1755), copié pour Maria Barbara ; les autres sont Parme XII 7 (Ms. A. G. 31417), Münster III 64 (Sant Hs 3966) et Vienne F 12 (VII 28011 F).

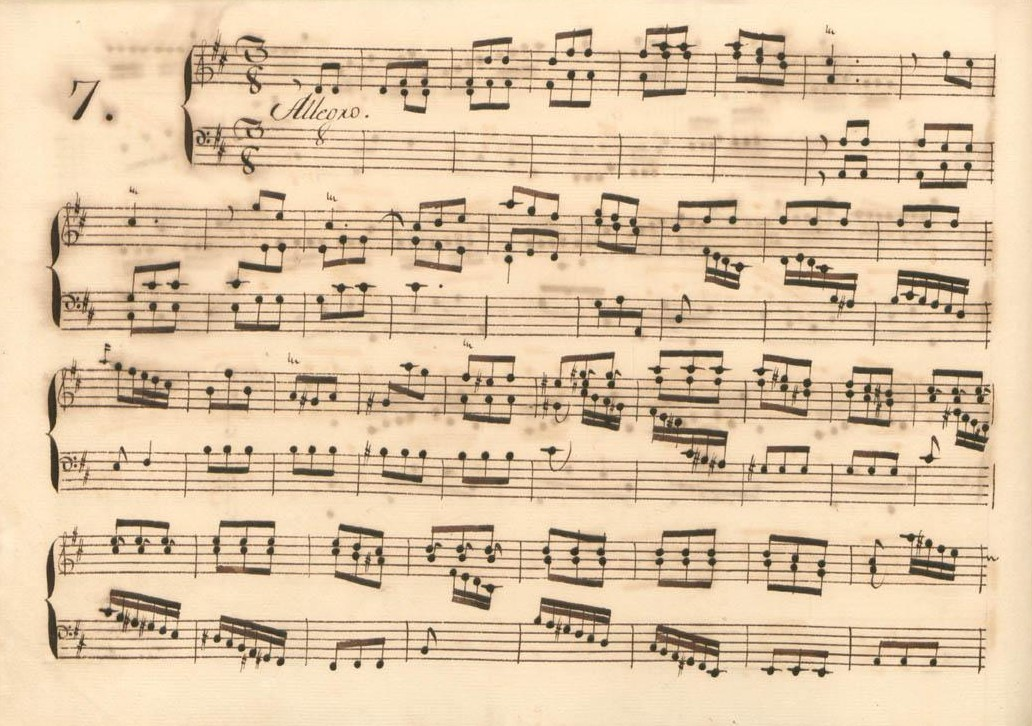
Parme XII 7.
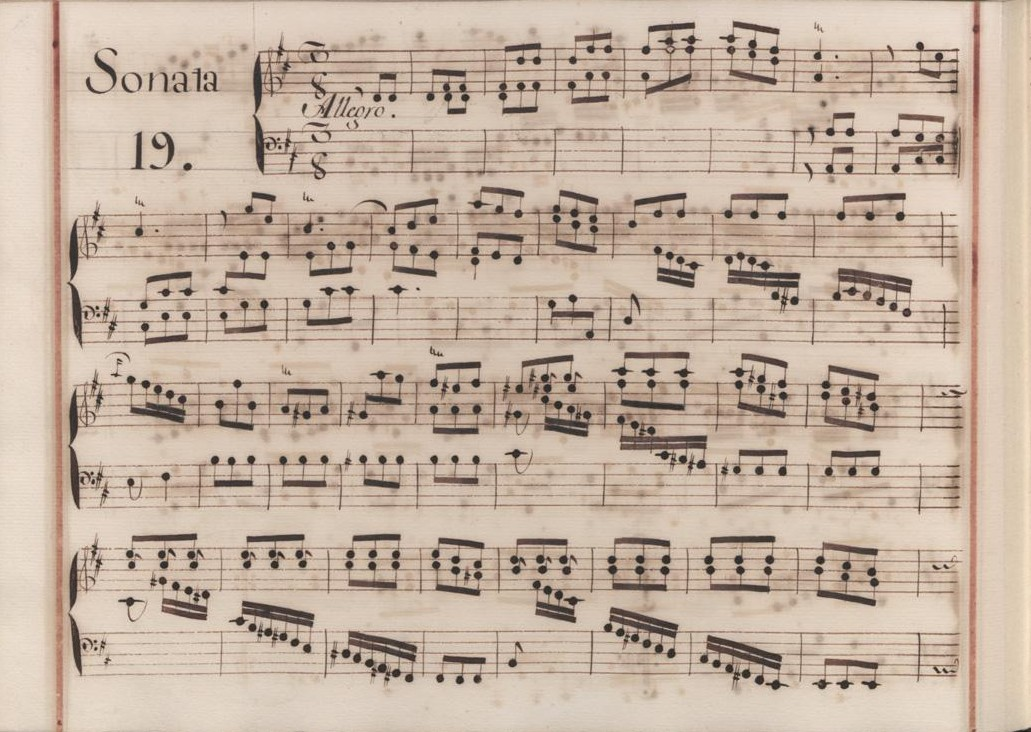
Venise X 19.

## Interprètes
La sonate K. 436 est défendue au piano par Christian Zacharias (1981, EMI), Michael Lewin (1995, Naxos, vol. 2), Carlo Grante (2016, Music & Arts, vol. 5) et Sonia Rubinsky (2016, Arabesque) ; au clavecin par Ralph Kirkpatrick (1970, Archiv), Scott Ross (1985, Erato), Richard Lester (2003, Nimbus, vol. 3), Pieter-Jan Belder (2007, Brilliant Classics, vol. 10), Ewald Demeyere (2007, Accent).

## Sources
: document utilisé comme source pour la rédaction de cet article.
- Ralph Kirkpatrick (trad. de l'anglais par Dennis Collins), Domenico Scarlatti, Paris, Lattès, coll. « Musique et Musiciens », 1982 (1re éd. 1953 (en)), 493 p. (ISBN 978-2-7096-0118-4, OCLC 954954205, BNF 34689181).
- Alain de Chambure, « Domenico Scarlatti : Intégrale des sonates — Scott Ross », p. 216, Erato (2564-62092-2), 1985 (OCLC 891183737) .